# Franz Schuh (Mediziner)

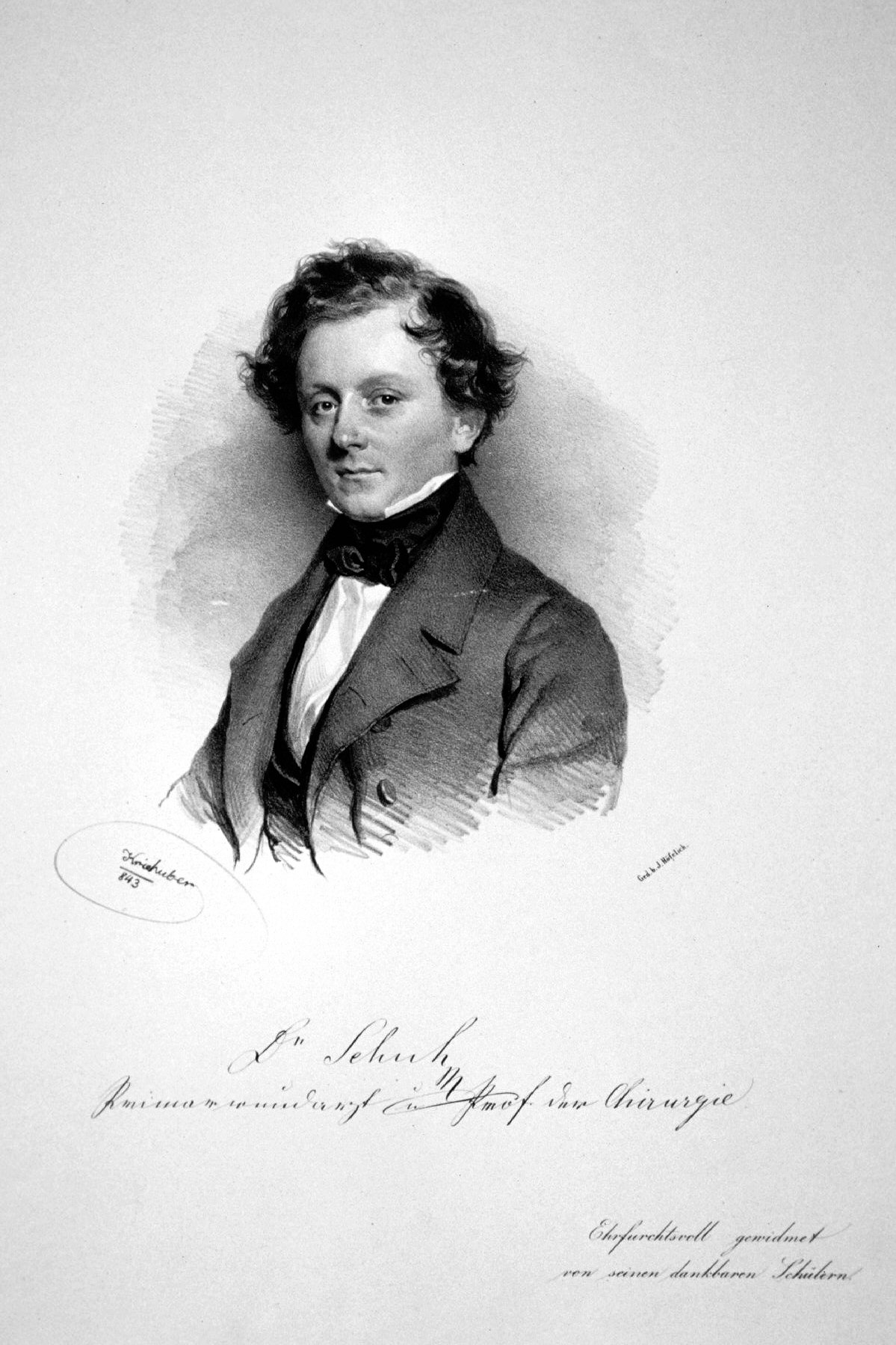
Franz Schuh, Lithographie von Josef Kriehuber, 1843

Franz Schuh (* 17. Oktober 1804 in Scheibbs (Niederösterreich); † 22. Dezember 1865 in Wien) war ein österreichischer Arzt. Er unternahm die erste Punktion des Herzbeutels und führte die Äthernarkose in Österreich ein.

## Leben
Schuh war Primarwundarzt, Chirurg und Universitätsprofessor am Wiener Allgemeinen Krankenhaus, was um 1840 noch eine Ausnahme war. Medizin und Chirurgie waren damals getrennt, einen medizinischen Einheitsstand gab es erst ab 1872. Es gab nur wenige Doktoren der Medizin, die sich als Wundärzte betätigten. Schuh war einer davon und bewies, wie wichtig die physikalische Krankenuntersuchung selbst für Chirurgen ist. Er war es, der die pathologisch-anatomischen Erkenntnisse Karl Rokitanskys und die exakten Untersuchungsmethoden Josef von Škodas mit der damals rein handwerklich betriebenen Chirurgie zusammenführte und so den Weg für Theodor Billroth ebnete.
Durch die Ergebnisse Škodas, die er in Tierversuchen überprüfte, lernte Schuh, Ergüsse im Brust- und Bauchraum zu erkennen, zu überwachen und auch zu behandeln. Auf dieser Grundlage führte er 1840 weltweit eine der ersten Punktionen eines Herzbeutelergusses durch. Er erreichte damit eine beachtliche internationale Aufmerksamkeit. Wegen der Gefahr der Infektion wurden Punktionen aber nur bei lebensbedrohenden Zuständen durchgeführt. Tödliche Wundinfektionen nach durchaus gelungenen operativen Eingriffen waren alltäglich.
Jahre später übernahm Schuh die amerikanischen Erfindung der Äthernarkose. Er erprobte die Methode zunächst an Tieren und gesunden Menschen, bevor er am 28. Jänner 1847 als einer der ersten Chirurgen auf dem Kontinent eine Amputation unter Äthernarkose durchführte.
Schuh starb im Dezember 1865 an einem bösartigen Fieber und Blutzersetzung – möglicherweise eine septische Infektion. Ein Krankheitsbild, an dem wohl auch viele Patienten Schuhs verstorben sind. Erst zwei Jahre nach Schuhs Tod entwickelte der britische Chirurg Joseph Lister die antiseptische Methode, nach Erfindung der Narkose der wohl wichtigste Fortschritt in der Chirurgie. Dies ermöglichte bereits Schuhs Nachfolger Billroth unter wesentlich besseren Voraussetzungen zu operieren.
Im Jahr 1906 wurde in Wien-Favoriten (10. Bezirk) die Franz-Schuh-Gasse nach ihm benannt.